# Lloyd Tuarai Hery
Lloyd Tuarai Hery (2 de marzo de 1996) es un deportista francopolinesio que compite en taekwondo. Ganó tres medallas en el Campeonato de Oceanía de Taekwondo entre los años 2012 y 2018.

## Palmarés internacional
| Campeonato de Oceanía | Campeonato de Oceanía  | Campeonato de Oceanía | Campeonato de Oceanía |
| Año                   | Lugar                  | Medalla               | Categoría             |
| --------------------- | ---------------------- | --------------------- | --------------------- |
| 2012                  | Gold Coast (Australia) | Medalla de plata      | +80 kg                |
| 2016                  | Suva (Fiyi)            | Medalla de oro        | +80 kg                |
| 2018                  | Mahina (Francia)       | Medalla de plata      | +80 kg                |